# Zig et Puce
Zig et Puce (Nederlands: Kees en Klaas) is een Franse-Belgische stripreeks die bedacht werd door de Fransman Alain Saint-Ogan in 1925. Tussen 1963 en 1969 publiceerde de Belg Greg nieuwe verhalen in het stripblad Kuifje.
De tekenaar Alain Saint-Ogan is een van de belangrijkste voorlopers van de Franco-Belgische strip. Saint-Ogan introduceerde de tekstballon in deze strip die al eerder gebruikt werd door Amerikaanse tekenaars. Het is de eerste Europese strip volledig met tekstballonnen waardoor het dus geen tekststrip is.

## Inhoud
Zig en Puce (of Kees en Klaas) zijn twee tieners die allerlei avonturen beleven met hun pinguïn Alfred.

## Publicatiegeschiedenis

### Saint-Ogan (1925-1952)
In 1925 creëerde Saint-Ogan deze strip voor het stripblad Le Dimanche illustré. Vervolgens verscheen de strip in verscheidene bladen tot 1952. Ondertussen publiceerde de uitgeverij Hachette Livre die verhalen in 16 stripalbums tussen 1927 en 1952.

### Greg (1963-1969)
Later werd de serie overgenomen door Greg met toestemming van Saint-Ogan. Zijn verhalen verschenen tussen 1963 en 1969 in het stripblad Kuifje. In 1966 en 1968 werd Greg bijgestaan door Vicq en in 1968 en 1969 door Dupa. De verhalen van Greg werden gepubliceerd in albumvorm door Le Lombard.

### Later
Tussen 1986 en 1992 publiceerde uitgeverij Futuropolis 6 omnibussen die de 16 albums van Saint-Ogan, de eerste 2 albums van Greg en het verhaal Zig et Puce in Atlantis dat nog niet eerder was verschenen in een album.
In 1994 en 1995 gaf Glénat de vijf stripalbums van Greg opnieuw uit, maar tevens werd een ander verhaal dat van hen in Kuifje verscheen als zesde album uitgegeven.
In 2000 en 2001 gaf Glénat nieuwe albums van deze stripreeks uit getekend door Saint-Ogan. In 2015 werden ongepubliceerde verhalen van deze reeks getekend door Saint-Ogan uitgegeven door Regards in een nieuw album.

## Albums

### Alain Saint-Ogan (1925-1952)
| Nummer | Originele titel                           | Uitgavejaar album |
| ------ | ----------------------------------------- | ----------------- |
| 1      | Zig et Puce: En route pour l'Amérique     | 1927              |
| 2      | Zig et Puce: Millionnaires                | 1928              |
| 3      | Zig, Puce et Alfred                       | 1929              |
| 4      | Zig et Puce à New-York                    | 1930              |
| 5      | Zig et Puce cherchent Dolly               | 1931              |
| 6      | Zig et Puce aux Indes                     | 1932              |
| 7      | Zig, Puce et Furette                      | 1933              |
| 8      | Zig, Puce et la petite princesse          | 1933              |
| 9      | Zig et Puce au XXIe siècle                | 1935              |
| 10     | Zig et Puce: Ministres                    | 1938              |
| 11     | Zig et Puce et le Professeur Médor        | 1941              |
| 12     | Revoilà Zig et Puce                       | 1947              |
| 13     | Zig et Puce et l’homme invisible          | 1949              |
| 14     | Zig et Puce et le complot                 | 1950              |
| 15     | Zig et Puce et le cirque                  | 1951              |
| 16     | Zig et Puce en Éthiopie                   | 1952              |
| 17     | Zig et Puce sur Vénus                     | 2000              |
| 18     | Zig et Puce, Nénette et la baronne Truffe | 2001              |
| 19     | Zig et Puce: Dans la cité souterraine     | 2015              |

### Greg (1963-1969)
| Nummer | Originele titel (Nederlandstalige titel)                | Publicatiejaar Kuifje | Uitgavejaar album |
| ------ | ------------------------------------------------------- | --------------------- | ----------------- |
| 1      | Le voleur fantôme (De spookdief/De ongrijpbare dief)    | 1963                  | 1965              |
| 2      | S.O.S. Sheila                                           | 1963-1964             | 1966              |
| 3      | Prototype zéro–zéro (Prototype 00)                      | 1964                  | 1967              |
| 4      | La pierre qui vole (Het raadsel van de vliegende steen) | 1965                  | 1968              |
| 5      | Les frais de la princesse (De schatkist van de prinses) | 1969                  | 1970              |
| 6      | Zig et Puce contre le légume boulimique                 | 1966                  | 1995              |

### Korte verhalen
| Titel                     | Originele titel                  | Aantal pagina's | Publicatiejaar Tintin |
| ------------------------- | -------------------------------- | --------------- | --------------------- |
| De zwerver uit Azië       | Le vagabond d’Asie               | 16              | 1963                  |
| Tegen de schrokkende peul | Le légume boulimique             | 8               | 1966                  |
| En de kwadripiromaan      | Zig et Puce et le quadrupyromane | 7               | 1968                  |
|                           | Zig et Puce et le kleptomane     | 8               | 1968                  |

## Trivia
- Een prijs op het Internationaal stripfestival van Angoulême werd vernoemd naar de vogel Alfred uit deze strip.[8]